# Charufijja Kabira
Charufijja Kabira (arab. خاروفية كبيرة) – wieś w Syrii, w muhafazie Aleppo, w dystrykcie Manbidż. W 2004 roku liczyła 639 mieszkańców.